# NGC 6347
NGC 6347 est une galaxie spirale barrée située dans la constellation d'Hercule. Sa vitesse par rapport au fond diffus cosmologique est de 6 118 ± 3 km/s, ce qui correspond à une distance de Hubble de 90,2 ± 6,3 Mpc (∼294 millions d'al). NGC 6347 a été découverte par l'astronome américain Truman Henry Safford en 1866. Safford a de nouveau observé cette même galaxie le 6 juin de la même année et il l'a inscrit dans ses notes sans se rendre compte qu'il s'agissait de la même galaxie. Cette observation a été inscrite par John Dreyer à l'Index Catalogue sous la désignation IC 1253.
La classe de luminosité de NGC 6347 est II et elle présente une large raie HI. De plus, c'est une galaxie du champ, c'est-à-dire qu'elle n'appartient pas à un amas ou un groupe et qu'elle est donc gravitationnellement isolée.
À ce jour, quatre mesures non basées sur le décalage vers le rouge (redshift) donnent une distance de 82,050 ± 14,944 Mpc (∼268 millions d'al), ce qui est à l'intérieur des valeurs de la distance de Hubble. Notons cependant que c'est avec la valeur moyenne des mesures indépendantes, lorsqu'elles existent, que la base de données NASA/IPAC calcule le diamètre d'une galaxie et qu'en conséquence le diamètre de NGC 6347 pourrait être d'environ 33,8 kpc (∼110 000 al) si on utilisait la distance de Hubble pour le calculer.